# Antarktická Francie

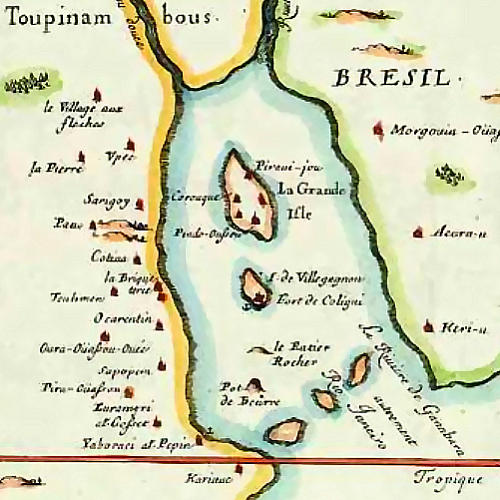
Francouzská mapa (1555) Guanabarského zálivu s vyznačenými portugalskými osadami a pevností Forte Coligny (na ostrově uprostřed zálivu)

Antarktická Francie (francouzsky France Antarctique) je název pro zmařený pokus Francie o kolonizaci Jižní Ameriky. Jmenovala se tak první francouzská osada založená na jihoamerickém kontinentu, v blízkosti dnešního Rio de Janeira na jihovýchodním pobřeží Brazílie.

## Název
Přívlastek „antarktická“ nijak nesouvisí s ledovým kontinentem Antarktida (ten v té době ještě ani nebyl objeven), ale znamená „jižní“ (řec. doslova αντί-αρκτικός, antí-arktikós – „naproti severu“). Toto pojmenování je důsledkem dobové humanistické záliby v jazycích antiky; modernějším jazykem by tedy kolonie byla zvána Jižní potažmo Jihomořská Francie.

## Dějiny
Od roku 1493 byl Nový svět rozdělen papežskou bulou mezi Španělsko a Portugalsko (později to ještě potvrdila smlouva z Tordesillas). Již roku 1500 objevil Brazílii pro portugalskou korunu Pedro Álvares Cabral. Flotila pod jeho velením přistála v dnešním Porto Seguro (stát Bahía), ale ještě téměř 50 let nato byla Brazílie stále neprobádaná.
Francouzský král Jindřich II. inicioval roku 1555 misi, kterou „si nepřejeme specifikovat ani vyhlásit“. Věnoval na ni 10 000 liber a pověřil viceadmirála Nicolase Duranda de Villegaignona jejím provedením. Ten vyplul 14. srpna 1555 se dvěma loďmi. Na jejich palubách bylo 600 vojáků a hugenotů (francouzských protestantů), kteří se měli stát budoucími osadníky. Hugenoti doufali, že v Novém světě naleznou útočiště před náboženským pronásledováním ve vlasti (srovnej s puritány v Anglii aj.). S výpravou cestoval i romanopisec a badatel André Thevet, jenž o cestě napsal roku 1557 knihu, která zřejmě dala celému podniku název: Les Singularités de la France antarctique („Zvláštnosti A. F.“). Flotila přistála 15. listopadu 1555 u ostrůvků v zátoce Guanabara u dnešního Ria de Janeiro. Francouzští osadníci tam zbudovali pevnost Fort Coligny (podle admirála Gasparda de Coligny). Na pevnině pak založili obec Henriville („Jindřichovo město“). Postavení nové kolonie upevnil Villegaignon spojeneckou smlouvou s místními indiány (především kmenem Tupinambů), kteří bojovali proti Portugalcům.

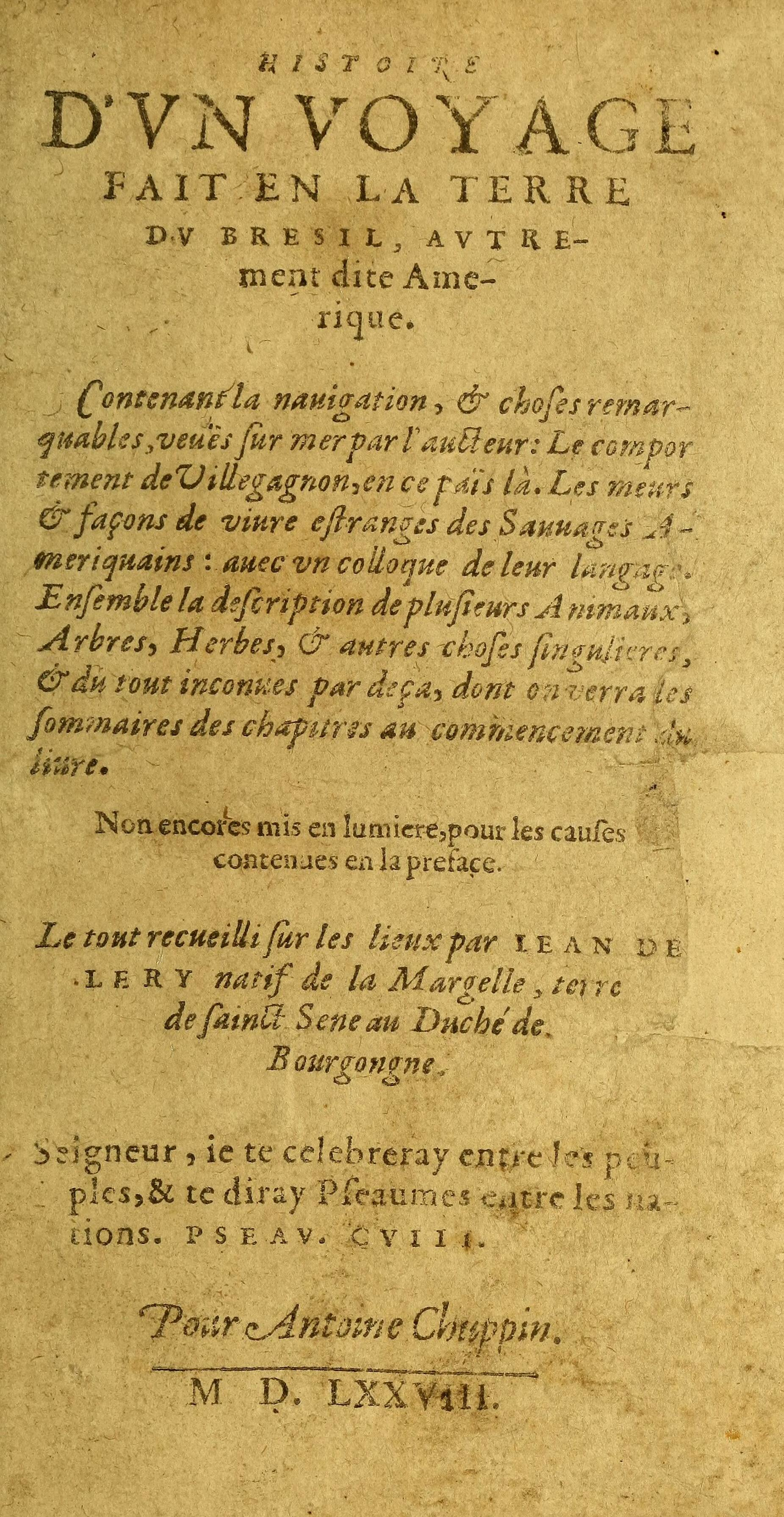
Histoire d'un voyage fait en la terre de Brésil autrement dite Amerique („Historie cesty do země Brazílie, také zvané Amerika“) – podrobná zpráva de Léryho o historii A. F. a přežívání zbylých osadníků mezi indiány Tupinamby vyšla tiskem roku 1578 a o pár let později byla přeložena do latiny. Dnes je toto dílo považováno za raný příklad novodobé etnografie

Mise zpočátku nevzbudila pozornost a Portugalci jí nijak nebránili. Villegaignon tudíž poslal roku 1556 žádost do mateřské země o další posily. V březnu následujícího roku skutečně dorazily další tři lodi se třemi stovkami osadníků, včetně žen a dětí, pod velením kapitána Sieura de Bois le Comte. Mezi novými kolonisty bylo i 14 kalvinistů ze Ženevy, vedených burgundským šlechticem Philippem de Corguillerayem a také několik katolíků – tato náboženská různorodost téměř vzápětí vedla k těžkým sporům uvnitř nové kolonie, takže problémy, jimž osadníci doufali uniknout, se jen z mateřské země přenesly i do Nového světa... S touto druhou doplňující výpravou připlul i mladý kalvínský pastor Jean de Léry, jenž zanechal podrobný záznam celého kolonizačního pokusu, ceněný zejména pro jeho zevrubný popis života tamních indiánů a také fauny a flóry.
Generální guvernér portugalské Brazílie Mem de Sá obdržel roku 1560 rozkaz Francouze vytlačit. Zaútočil tedy s flotilou 26 válečných lodí a 2000 vojáky na Forte Coligny a během 3 dnů pevnost zničil. Obránce však neporazil. Ti se s pomocí indiánů dostali na pevninu, kde dále pracovali. Portugalci se chystali na nový úder, jehož organizace se ujal Estácio de Sá, synovec guvernéra. V rámci příprav založil 1. března 1565 město Rio de Janeiro a následující dva roky na Francouze neustále dorážel. Konečného vítězství nad nimi dosáhl až 20. ledna 1567, kdy byly francouzské síly vytlačeny z Brazílie. Celá francouzská mise tedy trvala 12 roků.

### Druhý pokus
Francouzi se o něco podobného pokusili ještě mezi roky 1612 až 1615 v oblasti dnešního státu Maranhão na severu Brazílie, kde založili Rovníkovou Francii.
Oba francouzské pokusy uchytit se na území Brazílie přiměly Portugalsko ke zvýšení úsilí o její kolonizaci. Jediná úspěšná kolonizace v Jižní Americe se Francouzům nakonec podařila v Guayaně.